# グローランサーVI
『グローランサーVI Precarious World』（GROW LANSER VI -Precarious World-）は、2007年6月21日にアトラスから発売されたPlayStation 2用のゲームソフト。同シリーズのナンバリングタイトルの中では最後を飾る。

## 概要
ジャンルはシリーズ伝統のノンストップドラマティックRPG。キャラクターデザインはうるし原智志。前作と同じ世界であるが、最初に冒険する大陸は今までと違う（前作の大陸も登場する）。システムは殆ど前作を踏襲し、より快適にプレイ出来るように改良を加えたものとなっている。前作ではストーリーを複数の章に分けていたが、今作は通常通り最初から最後まで主人公の視点で進む。

## ストーリー
ここはエスグレンツ大陸。その大陸南部、ヒンギスタン王国では王家の圧政からの解放を目指した者達による内紛が起こっていた。反政府組織は、強力な政府軍の前に散り散りとなり、各地で小規模な反乱が多発、ヒンギスタン王国内は荒れた。見かねた西のフォメロス国はヒンギスタンの内紛に兵を送り、これが引き金となってヒンギスタン、フォメロス、反政府組織という三つ巴の図式が出来上がった。そして東の隣国ジェワールに拠点を構える世界的企業モノポリス社は自社の私設軍を持ち、戦争地域へも市場を拡げていた。そのエスグレンツ大陸と大海を隔てたところに、周囲を光の結界で閉ざされた大陸がある。目下、モノポリス社の関心は、その大陸に存在する手つかずの市場であった。

## 登場人物

### パーティーメンバー
メークリッヒ（名前変更可能）
声：天田真人
肉体年齢21歳、身長180cm、体重78kg。
本作の主人公。国際的大企業モノポリス社の持つ私設軍の一員。
記憶喪失状態で目覚め、ウェンディとともにモノポリスの特殊部隊「赤狼隊」に配属された。時を遡り歴史を変える力を得た彼は、世界危機の原因が、封印の大陸に結界が施された時代にあることを知る。後にモノポリス社の上層部が非道に手を染めていることを知り、ウェンディとふたりで袂を分かつ。
頭についている飾りからはバイザーが出現する、衣装の赤いラインは常に発光しているなどの没設定あり。
劇中ではイリステレサやアニータの回想中でのみ喋り、イリステレサ回想の1シーンのみ。
記憶を失う前の性格は、見かけどおりクールで冷たい言動が目立つものの、アニータに生きる気力を与えたり、イリステレサとマクスウェルを逃がすためただ一人で敵軍に立ち向かうなど熱い心を持っている。
ドラマCDではギャグキャラクター及び騒動に巻き込まれる不運系のキャラクターとしての度合いが強く、女体化したルキアスを「周囲にバラす」と脅しルイセの声真似をさせて興奮したり、ウェンディやユリィからストーカー紛いに付きまとわれたりしていた。
戦闘スタイル
二刀流の使い手で、前衛タイプの中ではホフマンに次いでリーチが短い。
キャラメイク次第で初期能力値や成長率が変動する（2周目以降のプレイではスキップすることで、最大値の初期能力値及び成長率でスタート可能）が、基本的に全ての能力が高バランスの万能型戦士。
彼だけは『攻撃硬直時間に移動が出来る』という特性があるため、他のキャラとは違った戦い方が出来る。
ヒロインたちとの関係性
ウェンディとはモノポリス社での同僚時代から長らく行動をともにし「背中を預け合える関係」（ウェンディ談）。
ユリィからは「妖精族の伝承にある勇者」として絶対の信頼を置かれている。
アニータとは記憶を失う前にすでに出会っており、ともに過ごした10日間で彼女に生きる活力を与えていた。
イリステレサとは同郷であり、守護勇士と巫女という関係上深いつながりがあった。
ネーリスには繰り返し命を狙われる一方で、義眼が不調な彼女と出くわし、こちらの素性を隠したまま親交を温める機会もある。後に視力が回復した際に正体に気づかれてしまい、歴代の守護勇士を始末してきたネーリスに対し、メークリッヒは自らの意思を持って剣を振るい、退けていくこととなる。
彼の正体は2000年前に飛来してきた侵略者インフィニトーの幹部、コマンダー13が生み出した幾多のクローンの1人。メークリッヒは他のクローンとは違い、命令に従うだけの存在ではなく唯一自分の意思を持っていた。特別優秀でコマンダー13の片腕として戦い、人類軍に捕縛された後に自らの意思で侵略者と袂を分かち、初代大地の巫女達と共にインフィニトーを龍玉に封印した。その後、コマンダー13によって次代を託され、他のクローンと共にコールドスリープにつく。
クローン達は200年ごとにひとりが目覚めて当代の巫女を守護する使命を持ち、メークリッヒもイリステレサを護る守護勇士として目覚めることとなった。
その後、モノポリス社に捕らえられたイリステレサとマクスウェルを救い出すためにヤースティル収容所に潜入。救出には成功したものの、脱出の際に胸に深手を負ってしまう。折れた刀剣が胸に突き刺さった重傷であるにもかかわらず、イリスを逃がすため追っ手に単身で立ち向かい、さらなる致命傷を負う。瀕死の状態でレノックス研究所に運び込まれ、大地の里より接収されていた「守護勇士のポッド」に収められ、ポッドに備わる治癒機能によって一命を取り留めた。無理に引き抜くことが困難かつ急を要する状態だったため折れた刃が刺さったままの治癒となった結果、胸に傷跡が残ってしまった。
一命を取り留めた後はアニータとの共同生活を経て、タイムクリスタルの体内埋め込み手術（時を遡る能力者に同行できる技術）の被検体とされ、その際に全ての記憶を失ってしまった。モノポリスの社員という経歴があらかじめ用意されており、レノックス研究所がテロリストに襲撃される事件を経て、ウェンディと共に正式にシュヴァイツァー率いる「赤狼隊」に配属されることとなる。
守護勇士として目覚めてからは二刀流となっているが、コマンダー13の部下時代は、上官である彼と同じく一刀流であった。なお、メークリッヒという名前は彼自身が名付けたものなのか、それともコマンダー13の本名なのか不明。
ユリィ
声：落合祐里香
前作で初登場したクイーンオブピクシー。ワースリー村海岸に打ち上げられていたメークリッヒとウェンディを保護する。メークリッヒを予言の勇者と信じ、彼のパートナーとなった。物腰は柔らかだが完璧主義なところがある。その一方、ふとん犬を大いに気に入る、虫の産卵床になった野菜にヒステリーを起こして夜中に騒ぎまわるなど一見正反対なウェンディと同調する場面が目立ち、当人達同士の仲も良い。前作で施していたメイクははずれ素顔になっているが、これは任意で付け替えが可能。
前作では展開によってはコリンにクイーンオブピクシーの座を奪われることもあったが、今作では相変わらずクイーンと呼ばれているため、そのようなことは起きていないようである。
メークリッヒと旅をするうちに徐々に彼に惹かれていき、人間への憧れを抱くようになるも、所詮それは叶わぬ願いと悟っている。しかし個別エンディングを迎えた場合は、天翔船の脱出ポッドの機能で偶然にも人間の肉体を手に入れる結果となり、メークリッヒと共に旅に出る。人間になって以降は初代大地の巫女のような服を着ている。
ドラマCDでは学園に通っている生徒という設定になり、ウェンディと共にメークリッヒを巡るライバルとして登場。「勇者様」と呼んでいるのでウェンディに引かれている。
ウェンディ
声：小清水亜美
18歳、身長160cm、体重50kg。3サイズは上から90/59/82。
メークリッヒと同時に改造手術を受けた少女で、陽炎（かぎろい）流槍術の使い手。
作中序盤で持ち前のドジを発動させ手持ち金全てを使って買った回復薬を落としてしまい、以後同僚のメークリッヒに寄生する生活を送る羽目になる。序盤から終盤近くまでほぼ行動を共にするため、メークリッヒにとっては相棒的な存在。そのため、彼女に告白した場合以外でも、パーティー外のキャラに告白した場合はラストバトルでパートナーとなる。持ち前のドジと前向きな思考でチームのムードメーカーとなる。料理が好き（まだ「得意」ではない）。
実はヒンギスタン王の三女で、本名はウェンディアーナ。行方不明の異母兄マクスウェルを探すためにモノポリス社に入った。
ドラマCDでは学園に通っている生徒という設定でも登場し、ユリィと共にメークリッヒを取り合っている。彼の自宅の前で待ち伏せして一緒に登校したり、戦隊モノの話では登場シーンを無視して攻撃してきたシュバイツァーに「マジKY」と怒っているなど、本作とはかけ離れたキャラクターになっている。
戦闘スタイル
攻撃力、防御力といった前衛としての性能はホフマンに劣るが、魔法も得意という柔軟性を持つ。また、竿状武器（ポールウェポン）で戦うため、前衛の中ではリーチが長い。
ルキアス
声：小松里歌
15歳、身長161cm、体重48kg。
大地の里の出身。5年前にモノポリス社によって里を滅ぼされており、生き残りである老人と共にレイスタンで暮らしていた。家事全般が得意で、ユリィが「パーティーの生命線なのでは？」と呟く一幕も。
守護勇士の話を幼い頃に知った彼はメークリッヒをライバル視しており、何かにつけて反発し、彼をいつか超えてやると誓っている。そのため、記憶を失ったことで剣の扱いを忘却したメークリッヒに対して「話に聞いていたほど強くない」と落胆するも、彼が強さを取り戻していくうちに改めて「超えられない壁」と認識するようになり、闘技場での彼の戦いぶりを見て胸が熱くなったと笑顔を見せていた。
しかし、本当に強くなりたい理由は幼馴染である少女レラを護れなかったことからだった。モンスターの群れに襲われ、彼は一命を取り留めたが、レラは身体を引き裂かれるという無残な最期を遂げてしまう。自分が強かったらと今でも後悔しており、そのことで今でも夢でうなされている。進め方によってはストーリー終盤でメークリッヒと共にレラを助けることが出来る。これが彼とのエンディング条件となる。
エンディングでは里の復興をほぼ済ませており、メークリッヒと再会した際は「まだ超えることを諦めたわけじゃない」「だからずっと側にいろよ」と告げ、ともに握手を交わした。
ドラマCDでは「世界の意志（ユーザーへの需要）」によって女体化してしまい、ルイセの声真似をメークリッヒに要求されてしまう。二回ほどメークリッヒに殴ってツッコミを入れるなど気の強さが現れているが、本作のような生意気さはほとんどない。
戦闘スタイル
投げナイフの使い手で、中距離からの手数の多い攻撃を得意とする。INTの高さを活かして魔法攻撃もこなせる。打たれ弱いのが弱点。
アニータ
声：能登麻美子
20歳。身長157cm、体重49kg。3サイズは上から120/60/86。
モノポリス社総帥ブランドルの娘。シュヴァイツァーとは実の兄妹である。生来病弱であり、身を案じた父ブランドルの指示で治療のためさまざまな最先端治療を施される。その後インフィニトーに憑依されたブランドルの命により一転「時を遡る能力」の実験台として生きる日々を過ごすこととなった。そのため幼少時は明るい子供だったが、近年は塞ぎがちとなり、レノックス研究所で軟禁生活を送っている。
父親の道具として過ごし、生きる気力を失いかけていた時にメークリッヒと出会い、彼と接することで生きる希望を取り戻す。そのため、仲間に加わった時点で既にフラグが立っている（好感度上昇のみで攻略可能）。
実験によって、ある程度先の未来を見る能力と、時を遡る能力を手にいれた。彼女の能力は未完成であるため、時を遡る際に投薬を経ねばならず、またアニータ自身の肉体に過度の負担を強いる。最終決戦にて2000年前に向かう時、パーティーに彼女を加入させない場合、無理をして時を渡る能力を使用するため倒れてしまう（生死は不明。メンバーとして連れて行く場合、特に影響もなく戦闘に参加する）。
戦闘スタイル
浮遊するオーブを武器として使用する。射程は比較的長いが、硬直が長く攻撃力も低いので、物理攻撃は不向き。パーティー中随一の魔法の使い手で、圧倒的なMPとINTの高さを誇る。
反面、防御に関しては非常にもろく、メンバー1の鈍足。
イリステレサ
声：田中涼子
22歳、身長172cm、体重54kg。3サイズは上から96/61/90。
愛称は「イリス」。大地の里の出身。そして龍玉の封印を維持する使命を帯びた、大地の巫女。両目の色が違うオッドアイであり、それが大地の巫女の証でもある。巫女としての使命を第一に考えるあまり、これまでの人生を刹那的に過ごしてきた。使命を果たすという事は自身の死を意味するため、周囲の人や物にその決意を鈍らせるような執着を持たないために、敢えて他者との関わりを避ける生き方をしている。世間知らずという程でもないが、買い物は必需品を買うぐらいしかしたことが無い。一方で裁縫は得意。自身の守護勇士を目の前で失った悲しみと自責の念を、今でも引きずっている。
戦闘スタイル
弓を使用するため、非常に長い射程範囲を誇る。手数ではルキアスに劣るが、その分射程と一撃の威力で勝る。
魔法も得意でアニータに比べ回復・補助系魔法の習得が早い。
ホフマン
声：三宅健太
26歳、身長208cm、体重133kg。
フォメロス国軍元少尉。割れたアゴが特徴的な大男。見た目に反して言動は優男だが、度重なるウェルバーの非道に激昂した時は「どこまでも見下げ果てた奴だ！」と怒りを露わにしていた。
政治家である兄が大統領選に出馬したため、兄と現大統領は敵対する間柄になる。兄を蹴落とすスキャンダルのため、ホフマンは上司であるウェルバーによって罠にかけられ、フォメロス国から裏切り者として追われる身になった。しかし、追われる身であることを利用し、自らを危険に晒すことでウェルバーに苦汁を舐めさせる。
戦闘スタイル
曲刀を武器とする。前衛の中ではもっともリーチが短いが、移動速度は速め。INTが極めて低く魔法の苦手な典型的な前衛型で、HPや防御力が高く、攻撃力も高いことから接近戦に特化した能力を持つ。
ゼオンシルト（名前変更可能）
声：鈴村健一
19歳（前作での設定年齢）、身長180cm、体重72kg。
前作の主人公。平和維持軍実行部に所属する青年。インフィニトーからは「ゴートランドの戦士」と呼ばれる。
「1号細胞」と呼ばれる、人とスクリーパーの混成細胞を移植されており、それによってスクリーパーを弱体化させる特殊な波長「超音波結界」を発動する能力を得た。だが、ストーリーの進め方次第では1号細胞を除去することになる。その場合、超音波結界が消失するので、除去のタイミングを間違えるとスクリーパー戦が辛くなる。前作では一号細胞の時間を凍結させることになったが、それでも能力そのものは肉体に宿っていた。このことから、1号細胞が活動しているかどうかよりも、1号細胞そのものが存在していることが重要だということが明らかにされている。時を超えると1号細胞を凍結させる魔法が解ける為、その状態での時間移動は死を意味する。従って、1号細胞を除去しなければ最終決戦に連れて行く事はできない。
エンディングでは、歴史が改変された事でスクリーパーの存在しない世界になったものの、その歴史においても様々な要因から平和維持軍が設立され、ゼオンシルトもその中で日夜活躍している事が語られる。
上司のクライアス曰く「スクリーパー掃除の専門家」。ドラマCDでは、メークリッヒとコンビを組むことが多い。また、新生正義戦隊の一員として登場する。
戦闘スタイル
両手それぞれに双刃槍（上下とも刃で、柄の中ほどに持ち手がある）を装備しており、手数も多め。魔法もそこそこ得意としており、高いレベルでバランスの取れた性能。
前作のデータを引き継がせることで、場合によってはゲームバランスを壊すほどの戦闘能力を見せる。
前作データを引き継がない場合は、前衛キャラの中でもっともHPが低い。
コリン
声：又吉愛
ゼオンシルトに寄り添う妖精。前作中で彼の「1号細胞」に施された「時を凍結する術」を維持して命の危険を防ぐため、またパートナーとして行動を共にしている。好奇心旺盛な性格。前作では展開次第でユリィからクイーンオブピクシーの座を勝ち取っていたが、今作ではそれに関する言及は無く、前作初期同様にユリィを一方的にライバル視しているのみ。ゼオンシルトの1号細胞を除去すると、彼と別行動を取るようになる。
ふとん犬
声：不明
トトゥア村でユリィがブリーダーになると四匹（ニシキ、テツ、タマ、モモ）のうちの一匹を仲間にできる。ふとんをかぶっているような姿の犬で、寒さに強いが、暑さに弱い。そのため、仲間として一緒に行動できる範囲が限定されている。それぞれ得意としている競技が異なる他、初期能力値が異なる。

### ジェワール国
シュヴァイツァー
声：小林和矢
23歳。モノポリス社総帥の第一子として帝王学を学びながらも、突出した戦闘能力の高さから特殊部隊「赤狼隊」の隊長となった男。長い金髪と派手な赤い服装をしており、その服装と圧倒的な戦闘能力が「赤狼隊」の名前の由来となった。アニータの実兄であり、妹の実験結果を基に、より完全な「時を自由に移動する能力」を備えている。会社の利益を得るためには虐殺も辞さない非道さを備える一方、妹の体の弱さや恋心を気遣う兄馬鹿な一面もある。後に父を追い落としてモノポリス社総帥に就任。その後はインフィニトーの野望を挫くために行動を開始する。
初期ではメークリッヒやウェンディの上司として登場するが、会社の利益のためにポトラド族を抹殺するなど非道が発覚し、以後は敵対することとなる。序盤から中盤にかけて幾度も戦うことになる強敵。対インフィニトーの姿勢を取るようになってからもやはり手段は選ばず、目的の為なら大量虐殺をも伴う非道を重ねるが、全てメークリッヒ達に歴史を改変される事で阻止される。
最後はモノポリス本社での決戦に敗北。戦闘前にウェンディが発した「私たちが勝ったら協力しなさい」という条件を受け入れ、双方わだかまりも無く協力体制を取るが直後にネーリスの不意打ちによって致命傷を負い、死亡したと思われていた。
実際にはシャイアーによって救出されており、メークリッヒ同様ポッドの回復機能によって復活。しかしポッドの機能によって治癒した結果、時間移動能力は失われてしまっている。自分が生きていることを悟られれば、インフィニトーによって肉体を奪われかねない為、生きていることは秘匿して、モノポリス社の一兵士としてスクリーパー相手に大陸各地を転戦している。
その事が分かるサブイベントを起こせばメークリッヒとは和解し、妹の身を案じていることを告げる。改変後の世界でも自身は総帥にはならず、アニータを総帥に据えて会社のために活動している。
ドラマCDではギャグキャラクターとして登場。病弱な妹を案じる兄バカ、学園の風紀を正す正義感の持ち主でメークリッヒを巻き込む、新正義戦隊の登場シーンを邪魔したため一行から叩きのめされるなどゲームとは完全に別人。
シャイアー
声：清水こずえ
29歳。若くしてモノポリス社の取締役を務める、有能な女性。元はシュヴァイツァーの教育係だったが、実力が認められ現在の地位を得た。
ブランドル
声：堀勝之祐
45歳。ゲーム開始時点でのモノポリス社総帥。元は温厚な人物だったようだが、娘のアニータ曰く「まるでお爺様が乗り移ったかのよう」に急激に性格が豹変した（実際はインフィニトーがアニータの祖父からブランドルへと憑依する対象を乗り換えたのが原因）。すでに彼自身の自我は消失しており、インフィニトーが身体から離れるか死滅すると同時に彼自身も死ぬ運命にある。ドラマCDでは学園のトップとして登場し、なぜか校舎内に巨大ロボットを隠していた。性格も本作とは違って陽気で温厚。

### ヒンギスタン王国
マクスウェル
声：加藤木賢志
24歳。ウェンディの異母兄。レジスタンス「大地の祈り」のリーダー。一時は赤狼隊に所属していたが、後に脱退。その手腕とカリスマでテロリスト達を束ね、反王政組織を作った。正体はヒンギスタン王国第二王子マクスウェラート。ウェンディと同様に槍を用いる。
ザフリード
声：中村秀利
ヒンギスタン王国宰相。老いてなお野心家であり、国王の死後実権を握った。王族に名を連ねるためにウェンディの姉に婚約を迫っており、名実ともに後継者となることを目論んでいる。また、王国最強の魔導師でもある。
メーネ
声：神田理江
ウェンディが王都から逃げ延びる際に同行した従者の一人で、女性。ある事件を境に行方不明となるが、主人公の行動次第でウェンディと再会させることができる。
ウェンディが料理を学ぼうと志すことになるきっかけを作った人物。
ギリアム
ヒンギスタン太子でマクスウェルとウェンディの兄。弟妹を上回る武術の名手。弟同様、父の貴族優遇政策には疑念を抱いていたらしいが、結局は王家に残る。最期は反乱軍との戦いで受けた傷が原因で死亡するが、弟であるマクスウェルは宰相ザフリードによる暗殺を疑っていた。
作中ではすでに死亡しているため、直接登場することはない。

### フォメロス国
ウェルバー
声：高橋良吉
フォメロス軍中佐。現大統領グライムと癒着し、補給部隊の隊長という地位を悪用して物資の横流し、横領を行っている。さらに、部下であるホフマンに横領の罪を着せた張本人。現大統領クライムの配下だったウェルバーは、次期大統領候補であるデイトリッヒを落選させるためスキャンダルを捏造しようとしていた。デイトリッヒの弟であるホフマンが自分の部下であるのを利用し、駐屯地の警備を任せた。そして敵軍に偽装した荒くれに嘘の情報を渡し、ホフマンが警備する駐屯地へと攻め込ませた。ホフマンの手によって荒くれたちは切り捨てられたが、戦闘によって部下たちも死亡してしまった。その現場に見計らって現れたウェルバーは、ホフマンを反逆にしたてあげ、補給部隊の隊長に過ぎなかった身分から中佐へと昇格した。
全ての罪がホフマンと司令の前に晒されたとき、彼は上司である司令も口封じに抹殺しようとした。彼の行いには、温厚なホフマンも「どこまでも見下げ果てた奴だ！」と激怒していた。最後はホフマンたちに取り押さえられ御用となった。
基地司令
声：仁古泰
ホフマンの上司にして、ロイフェロン近郊に建設された軍事基地の責任者を務める白髪の男性。反逆者となったホフマンを追いかけているが、処罰するためではなく真実を知るために彼を探しており、心の底では彼を信頼していた。剣の扱いに長けており、ウェルバーとの最終決戦には彼も戦ってくれる。味方NPCとしては非常に強い部類で、パーティーメンバーにも引けを取らない。髪の色は違うが、容姿は『グローランサーIII』に登場したゲルハルト・オーヴェルに酷似している。
デイトリッヒ
次期大統領選の候補で、ホフマンの兄。反戦派として国民の支持を伸ばしており、対立候補の現大統領グライムから懸念を抱かれている。ホフマンと顔付きが似ているが、体型はホフマンと比べると細身。直接は登場せず、顔グラフィックと共に存在や人物像が語られるのみである。
大統領グライム
ウェルバーにデイトリッヒを蹴落とすのを命令した張本人。汚職などに手を染めており、大統領候補となっているデイトリッヒに地位を奪われない手を模索していた。結局、腰巾着であったウェルバーの悪事が露見し、クライムは落選。彼は大統領としての権力を失ってしまう。ゲーム中での扱いはデイトリッヒと同じで、直接は登場しない。

### 封印の地ゴートランド
クライアス
声：三木眞一郎
21歳（前作での設定年齢）。平和維持軍のリーダー。ゼオンシルトやファニルの上司であり、友人。
ファニル
声：牧口真幸
17歳（前作での設定年齢）。ヤージェン村前領主の娘（現領主とは伯父、姪の間柄）で、平和維持軍の研究員。人付き合いが苦手で引っ込み思案だが、反面コリンやノーラといった妖精と親しい。優秀な頭脳の持ち主で、さらに一度見たものは全て完璧に暗記できる特殊能力も持っている。
今作では展開次第でジェワール国のレノックス研究所に在籍し、ゼオンシルトの「1号細胞」除去に尽力することになるが、その場合、ゲーム終盤で悲劇に見舞われる。
ランディ
声：矢尾一樹
36歳（前作での設定年齢）。シリルティア王国の歴史学者で、国内外に名を知られるほどの遺跡探索のプロ。ジュワイナ在住。恩人の息子であるゼオンシルトを常々気にかけている。その知識でパーティーを助けたり、ゼオンシルトの「1号細胞」除去に協力してくれる。
ギャリック
声：檜山修之
グランゲイル王国軍の将軍。先の戦いで死亡したヴォルゲイナー中将に代わり、大尉の立場でありながら兵士をまとめている。モノポリス社のポリュミネの売り込みには「スクリーパーの被害が減るならありがたいが、大地が疲弊するなら人々の生活に影響する」と答えを保留にしたが、それを受けてシュヴァイツァーが強硬手段に出る事になる。
ミランダ
声：和田みちる
前作から登場する妖精の一人で、時の流れを読むことに最も長けている。知識も豊富で理知的な物腰からユリィにも一目置かれており、妖精たちの間でリーダー的な役割をこなすこともしばしば。
ノーラ
声：清水こずえ
前作から登場する妖精の一人で、物に込められた思念を読み取ることに長けており、特定のアイテムを見せることでイベントが発生する。絵を描くのが趣味で、頻繁に各地を旅して回っている。
ロッティ
声：高口幸子
前作から登場する妖精の一人で、グランゲイル王国軍人・ギャリックのパートナー。上品で礼儀正しい言動が持ち味。
ニナ
声：神田理江
前作から登場する妖精の一人で、シリルティア王国近衛騎士団長・シェリスのパートナー。活発で物怖じしない性格。歴史改変でシェリスが死亡した際、歴史の変化を認識できる妖精の「時をそのまま受け入れることで事実の変化に対応する」というスタンスを「自分の大切な人が失われないから言えること」だと批判していた。
ダンジョンレディ
声：小清水亜美（ドラマCD）
ダンジョンを作ることに情熱を注ぐ一族の出身。前作に引き続き最強ダンジョンを制作するべく奔走している。没頭すると周りが見えなくなるタイプ。シリーズとしては御馴染みのキャラだが、今作で初めて立ち絵が追加された。
ダンジョンガール
声：能登麻美子（ドラマCD）
前作同様、暴走する姉を追って世界を放浪している。姉と正反対のおとなしい性格。姉と同じ服を着ているが、顔立ちは姉より少々幼い。
メルヴィナ
平和維持軍実行部所属でゼオンシルトの上司。今作では龍穴塔の攻略以後フェルメンティア前に登場するが、特にイベントは無い。
シェリス
シリルティア王国の近衛騎士団長。メルヴィナと同じく龍穴塔攻略に協力した事はうかがえるが、特別なイベントは無い。
ルーファス
グランゲイル王国軍の大尉。メルヴィナ、シェリス同様、龍穴塔攻略後にフェルメンティアの前に居るのみ。

### 過去の守護勇士と大地の巫女
コマンダー13
声：天田真人
インフィニトーによって滅ぼされた惑星の戦士だったが、その実力を買われて部下に引き上げられる。侵略者インフィニトーの幹部だったが、元々力で押さえつけられていたにすぎなかったため、インフィニトーに反逆を考えていた。しかし、常にインフィニトーを殺す方法がないためそこまでできずにいた。
だが、初代大地の巫女に諭され、インフィニトーを倒す策を手にしたことで離反。自分の部下であるクローン兵士を従え、同僚だったネーリスを一騎討ちで切捨て、腹心であるメークリッヒと共にかつての主君だったインフィニトーと対峙。初代大地の巫女を守り抜き、インフィニトーの封印に一躍した。
その後、メークリッヒを含む自身のクローンたちに次代を託して、沈みゆく天翔船（あまかけるふね）から脱出させた。その直後、津波に飲み込まれて溺死してしまった。改変後には初代大地の巫女とともに天翔船から脱出している。
初代大地の巫女
声：田中涼子
2000年前、命を賭した秘術で龍玉内部に侵略者を封じた巫女。インフィニトー封印後に生命力を使い果たし天翔船において絶命。憎しみ合うのではなく分かり合うべきとの考えを説いて、コマンダー13とメークリッヒを説得し、仲間に引き入れた。改変後では、インフィニトーの封印に失敗し、生命力は失われたものの不完全な術だったため、死亡せずコマンダー13とともに船から脱出している。
ゲーム開始時のキャラメイクにおいても登場している。
初代大地の巫女の妖精
声：不明
青い髪をした妖精で、性別は明言されておらず、男性とも女性とも取れる中性的な容姿をしている。担当声優は女性だが口調は男性寄り。仮に男性だった場合、シリーズ初の（立ち絵がある）男性妖精である。勝気な性格で思ったことは何でも口に出してしまう。
主である巫女同様、名前は作中で判明しない。

### 侵略者
本作における最終的な黒幕勢力。大地のエネルギーを奪うため宇宙から飛来した。手勢にはクローン兵士たちを多数従え、その戦力は小国連合を容易く滅ぼせるほど。
侵略者インフィニトー
声：堀勝之祐
本作のラストボス。2000年前、大地のエネルギーを求めて外宇宙より飛来してきた侵略者（なぜエネルギーを求めているのかは不明）。大地のエネルギーを奪われた星は、衰退して枯渇してしまう。更にそれだけでは済まず、インフィニトーが星から脱出してしまうと、その余波で星が消滅してしまう危険がある。それを知った初代大地の巫女たちは、世界を守るためにインフィニトーの妨害を開始。こうして侵略者と人間達との争いが展開されていく。
人類を殲滅するために前作のラスボスであるクイーンスクリーパーを創り出した張本人でもある。自らの肉体を天翔船（あまかけるふね）の中に眠らせて、精神体の状態でほぼ不死となり人類を蹂躙するも、初代大地の巫女の命をかけた術により龍玉内部へと封印された。誰にでも憑依できるというわけではなく、対象は代々の総帥血縁者に限られる。現代においてはブランドルに憑依していた。
数百年前に封印より解き放たれて以後は代々のモノポリス社総帥の肉体を操り、陰で着実に大地のエネルギーを吸い上げ続けてきた。封印される遠因となった部下・コマンダー13（と一緒に刃向かったメークリッヒ）の裏切りを強く恨んでいる。
スクリーパーを寄せ付けないとしてポリュミネの木を大陸各地に植えているが、実際はそんな効果はなく、ポリュミネの木に大地のエネルギーを溜め込むのが狙いだった（スクリーパーがポリュミネの木を避けていたのは、ただインフィニトーがそう命令していただけ）。終盤ではそれを用いて2000年前の時間へと遡り、自分がコマンダー13たちに敗北した歴史を変えようとする。まんまとコマンダー13を出し抜き重傷を負わせ、更には巫女の封印に対する耐性も得ていたため当時の巫女たちは対抗する手立てを無くしてしまう。そこへアニータの力で転移してきたメークリッヒたちが現れ最終決戦へと突入する。ブランドルの肉体が破壊されたため船内に封印してあった本来の肉体へと戻り、今度こそ決着をつけることになる。
ラストバトルではPTメンバーが一人ずつ元の歴史へと戻って行ってしまうが、その際に発生する衝撃波を利用してインフィニトーを攻撃するという演出が行われる。攻略対象の仲間は最後まで残り（いない場合や攻略対象がユリィ、ネーリスの場合はウェンディが残る）、メークリッヒとパートナーによる2対1の戦いとなる。最後は異星人として真の姿を現し攻撃するも敗北。辺境の惑星の人間に負けたことを悔やみながら消滅した。最後までメークリッヒという障害を排除することは叶わなかった。結果的に2000年前の時間軸で倒したことでこの後、彼が起こした数々の悲劇は回避されたことがエンディングにて示唆されている。
『グローランサーV』では、艦長の記録から「本拠地を龍玉の力で壊滅させられたため、スクリーパーを生み出して反撃した」ことが記されている。
ネーリス
声：水樹奈々
年齢不詳、身長165cm、体重52kg。3サイズは上から92/58/87。
侵略者インフィニトーの幹部。女戦士としてインフィニトーに忠誠を誓っている。武器は二挺のレーザーガン。作中、最初は半壊した機械人形の姿で登場するが、元々は人間と同一の姿だった。インフィニトーを「造物主」とも呼んでおり、コマンダー13同様に武力制圧された異星の住人であったのか、クイーン同様インフィニトーに創られた存在なのかについては明確な記述がない。
2000年前、同幹部コマンダー13に対し恋心を抱いていたが、彼の裏切りにより対立。想い人の手で斬り捨てられた彼女は、自らの身体をサイボーグに改造し長い年月を生きると共に、大地の巫女と守護勇士への復讐を誓う。数百年前に地上に帰還してから、すでに代々の巫女と守護勇士、共に複数名を殺害しており、そのために龍玉に施された封印の維持がなされず、侵略者の復活を招く結果となった。また、200年余前にはインフィニトーの命を受けてクイーンスクリーパーの警護に就いており、前作の登場人物であるジークヴァルト率いるハンターの一団を退けている。
常に身につけている髪飾りはかつての同僚であり、自身を裏切り斬りつけた男、淡い恋心を抱いた相手でもあるコマンダー13から贈られた物である。叶うことのなかった初恋についてのつらい記憶はその後、自身の手で封印している。
要所要所でメークリッヒの前に現れ、二人だけで会う場合はカメラが壊れているため視界不良となっており、メークリッヒの正体に気づかないまま接することになる。彼女とエンディングを迎えるためにはこの時に好感度を上げる必要がある。次第にメークリッヒに心を許していくが、終盤ではついに正体を知るところとなり再び対立。
歴代の守護勇士を下してきたネーリスだが、唯一クローンの中で自分の意思を持つメークリッヒにだけは勝つことができなかった。過去の天翔船の最終決戦では過去の自分と結合したことで本来の肉体を取り戻し、また過去の自分と結合したメークリッヒと最後の戦いを繰り広げる。サイボーグ化した時は機械の身体を用いた射撃中心の戦い方をしていたが、生身の身体では魔法をメインに戦う。激闘の末メークリッヒに破れ、命令に従うだけの人形では、意思を持って戦う者には勝てないことを悟り、敗北を受け入れた。
インフィニトーに対する忠誠心は厚いはずだが、メークリッヒと恋仲になった後はインフィニトーを呼び捨てにしている。理由は不明だが、ネーリスによればインフィニトーから働きぶりを認められず、ぞんざいな扱いを受けていたという（実際にネーリスとの最後の戦いで先に彼女を倒すとインフィニトーは「不甲斐ない」と吐き捨てる）。
上述の通り、インフィニトーに随行して2000年前の世界に時間移動した際、2000年前の肉体へと統合されてしまった。その後、ヒロインセレクトの結果次第でメークリッヒと共に脱出ポッドに入り、ポッドのコールドスリープ機能で2000年後の未来で目覚めた。そのため、本来の生身の身体でメークリッヒと恋仲になっている。エンディングではメークリッヒと共に世界を旅する。

## キーワード
ジェワール国
エスグレンツ大陸北東部に位置する。機械文明が発達しており、ビル群や近代的な建物が立ち並ぶ。自然破壊、公害等の問題が深刻化している。
北ジェワールと南ジェワールに大別され、首都機能のある北ジェワールは作中に登場しない。
南ジェワールの中心都市マキナスには総合商社モノポリスグループの本社ビルがあり、同社直属の私設軍が警備を担当している。他に鉱山街ダスティス、モノポリスの施設であるレノックス研究所、おもに政治犯を収監するヤースティル収容所等が存在する。
ヒンギスタン王国
エスグレンツ大陸南部の国家。国土はもっとも広大だが、その大半は乾燥気候で、国土の南西部に広大な砂漠がある。
王制を採用しているが貴族階級の腐敗が酷く、利権の寡占や重税等で国民の不満が高まっている。権益保持に汲々とする国王、王国内部からの改革を主張する太子ギリアム、レジスタンス組織に走った第2皇子マクスウェラートと王族内部も分裂状態にある。
主都は大陸南端のエル・ヒンギス。他、漁村シザーズ、都市レイスタン、古代兵器「大地の巨人」のあるジアント山、代々の巫女とその守護者が住まう大地の里等が存在する。
フォメロス国
エスグレンツ大陸西部の国。
軍政の趣が強い国家で、大統領制を敷いており、テロと内紛で混乱状態の隣国ヒンギスタンに軍事介入している現大統領グライムと、対極の政治を目指すデイトリッヒが選挙で対決する事に。
首都は作中では登場せず、街の北に軍の基地を構えている都市ロイフェロンが登場するのみに留まっている。
封印の地ゴートランド
エスグレンツ大陸から海を隔てて東にある大陸。『グローランサーV』の舞台となった大陸である。
太古の災厄を封じ込めるため大陸全土に結界が張られ、長らく外界との接触がない時代が続いていた。ゴートランドという呼称はエスグレンツ大陸側が呼び習わしているものだが、封印の地の住人には認知されていない。クイーン・スクリーパーを封印する場所として選ばれた経緯から、名前の由来は『生け贄』を意味する『スケープゴート』であろう。
平和維持軍領（平和維持軍本部、ワースリー村、リオレー村、他）、グランゲイル王国領（王都ガイラナック、砂漠の街ザーランバ、ヤージェン村、廃村ヌナーン、都市ゼルドック、他）、シリルディア王国領（フェルメンティア、トトゥア村、秘宝守護者の里、ジュワイナ村、他）、小国連合領、ポトラド人居住区の五勢力に大別される。

## 主題歌
- オープニングテーマ

「Bravery 〜辿り着きたい君へ〜」
歌：茶太
- エンディングテーマ

「BEGIN」
歌：茶太

## 関連商品

### 書籍
グローランサーVI Precarious World公式コンプリートガイド
ファミ通書籍編集部/編集。攻略本。
2007年7月発売、エンターブレイン/発行、ISBN 978-4-7577-3671-9
グローランサーVI Precarious Worldコミックアンソロジー
アンソロジーコミックス。
2007年8月30日発売、光文社/発行、ISBN 978-4-3348-0673-6

### CD
グローランサーVI オリジナルサウンドトラック
2007年7月18日発売、ティームエンタテインメント/発売元
ドラマCD グローランサーVI
2007年10月24日発売、フロンティアワークス/発売元、ジェネオンエンタテインメント/販売元
詳細は次項にて。

## ドラマCD版
グローランサーシリーズ初のコメディタッチな内容となっており、学園物設定やパロディなどのオムニバス方式となっている。

### 構成
チャプター1、4、5、8：正義戦隊編
ランディが復活させた新生正義戦隊の紹介が主で、終盤には悪の組織との対決も（ちょっとだけ）描かれた。
チャプター2、3：私立モノポリス学院編
学園物パロディ。
チャプター6、7：カルトG〜次の主人公はキミだ!〜編
次回作の主人公とヒロインを決めるためにチーム対抗でクイズ合戦を行う。
チーム内訳はクライアス&ファニルの「おかしな格好チーム」、ウェンディ＆ルキアス＆ネーリスの「トリオ・ザ・サブキャラチーム」、シュヴィツァー&アニータの「仲良し兄妹チーム」、メークリッヒ＆ゼオンシルトの「元・主人公チーム」、ユリィ＆コリンの「妖精さんチーム」。

### 配役
各編でのキャラクターの立場や配役、ゲーム本編との性格等の違いについても記載。
メークリッヒ
正義レッド→正義イエロー（正義戦隊編）/モノポリス学園男子生徒（学園編）
ゲーム本編での性格描写よりも、少年らしさが強調されている。男女問わずに優しく接するためか、ハーレム主人公体質。優男なようで、少年時代にユリィをかばって悪童に立ち向かったものの、返り討ちにされたエピソードが語られる。
ユリィ
小美人（正義戦隊編）/モノポリス学園女子生徒でメークリッヒの隣人兼幼馴染（学園編）
学園編において、ウェンディとは互いにメークリッヒを取り合う仲のため、嫌味を言い合ったり失言の応酬など、かなり仲が悪く描かれている。コリンに対してはさらに容赦なく、カルトG編において本気でいがみ合っている。
ウェンディ
正義ピンク（正義戦隊編）/モノポリス学園女子生徒（学園編）
学園編において、好意を向けるメークリッヒに対して積極的なアプローチを行っている。ミーハーな一面も描かれた。ギャグを担当する場面が多い。正義戦隊編ではセーラームーンの決め台詞パロディを披露。カルトGでは他のヒロインキャラがメークリッヒとのカップルを目指しているのに対し、「シリーズ初の女性主人公」を目標とした。
アニータ
ホルスタイン怪人アニータ（正義戦隊編）/モノポリス学園女子生徒で理事長の娘（学園編）
学園編においては、攻防を繰り広げるユリィとウェンディをよそにメークリッヒと一緒に登校することに成功。シスコンな兄に対してはこっそり毒を吐いたりもしている。正義戦隊編においてはその特徴的なバストがネタにされ、ウェンディにやっかまれた。
ルキアス
モノポリス学園女子生徒（学園編）
学園編では俺っ娘女子として登場。また、声優が同じルイセの台詞をメークリッヒに強要された。カルトGではメークリッヒと共に冒険の旅に出ることを熱望し（要するにヒロイン枠を目指して）奮闘する。
ネーリス
サポートロボ・アンドロイドネーリス（正義戦隊編）/サイボーグ（学園編）
正義戦隊編では「こうしないと出番はないと脅された」と言っており、機械音声っぽい口調を強要されている。学園編では、ゲーム本編とは逆にイリステレサの護衛を任務としていた。
イリステレサ
ナレーション（正義戦隊編）/モノポリス学園教頭（学園編）
学園編において、クライアスに年増呼ばわりされ（ロボット女呼ばわりされたネーリス以上に）激昂する。
ホフマン
ナレーション（正義戦隊編）/モノポリス学園保健体育教師（学園編）
カルトGにおいて入浴シーンが登場。
ゼオンシルト
正義レッド→正義グリーン（正義戦隊編）/平和維持軍士官学校男子生徒（学園編）
担当声優の趣味を反映して、特撮の知識に詳しい。冷静沈着。
コリン
平和維持軍士官学校女子生徒（学園編）
ユリィに対して痛烈な毒を吐き、返り討ちにされた。カルトGではユリィとタッグを組むが、犬猿の仲は相変わらず。
シュヴァイツァー
悪の怪人（正義戦隊編）/モノポリス学園男子生徒で理事長の息子（学園編）
妹の裸を想像して鼻血を出したりする、度を越したシスコン。ウェンディと同じくらいギャグシーンが多く、オチを担当することも多い。
クライアス
正義ブルー（正義戦隊編）/平和維持軍士官学校男子生徒で同校の総番長（学園編）
学園編では暴走バイクの一団を引き連れてカチコミをかけ、シュヴァイツァーと張りあった。
ランディ
正義レッド（正義戦隊編）/平和維持軍士官学校教師＆正義グリーン（学園編）
正義戦隊編ではレッドの立場にこだわる。学園編では正義グリーンの扮装をしてノリノリでクライアスに加担し、「グローランサーＶ」における持論とは正反対の主張を繰り広げる。カルトGでは司会を担当し、自身にまつわるクイズも出題した。
ファニル
ファニル博士（正義戦隊編）/平和維持軍士官学校女子生徒（学園編）
カルトG編において、メークリッヒとゼオンシルトのカップリングに興味を示す。
ブランドル
ブランドル長官（正義戦隊編）/モノポリス学園校長兼理事長＆モノポリス財閥総帥（学園編）
正義戦隊編、学園編いずれにおいても陽気でノリの良い性格として描写されている。
ダンジョンレディ＆ダンジョンガール
カルトG編にのみ登場。姉のレディはドジっ子で調子のよい性格、妹のガールはおっとりとした性格。